# Actinodura
Actinodura é um gênero da família Leiothrichidae encontrado na Ásia.

## Espécies
Sete espécies são reconhecidas para o gênero:
- Actinodura strigula (Hodgson, 1837)
- Actinodura ramsayi Walden, 1875
- Actinodura egertoni Gould, 1836
- Actinodura cyanouroptera (Hodgson, 1837)
- Actinodura nipalensis (Hodgson, 1836)
- Actinodura sodangorum Eames, JC, Trai, Cu & Eve, 1998
- Actinodura souliei Oustalet, 1897
- Actinodura waldeni Godwin-Austen, 1874
- Actinodura morrisoniana Ogilvie-Grant, 1906